# Santiago Asunción
Santiago Asunción är en ort i Mexiko.   Den ligger i kommunen Silacayoápam och delstaten Oaxaca, i den sydöstra delen av landet, 240 km sydost om huvudstaden Mexico City. Santiago Asunción ligger 1 935 meter över havet och antalet invånare är 256.
Terrängen runt Santiago Asunción är huvudsakligen kuperad, men österut är den bergig. Runt Santiago Asunción är det ganska glesbefolkat, med 28 invånare per kvadratkilometer. Närmaste större samhälle är San Miguel Tlacotepec, 7,3 km söder om Santiago Asunción. I omgivningarna runt Santiago Asunción växer huvudsakligen savannskog.